# آموس ديفيس
آموس ديفيس (بالإنجليزية: Amos Davis)‏ هو محامي وسياسي أمريكي، ولد في 15 أغسطس 1794، وتوفي في 11 يونيو 1835. انتخب عضو مجلس النواب الأمريكي.